# Дева Мария в доме святого Иоанна
«Дева Мария в доме святого Иоанна» — акварель английского художника-прерафаэлита Данте Габриэля Россетти, создававшаяся в период с 1857 по 1858 год; на данный момент работа находится в собрании Художественного музея Делавэра. Натурщицей для образа Марии стала Рут Герберт, для образа Иоанна позировал Х. У. Фишер.
Произведения на христианскую тематику, созданные молодыми прерафаэлитами в 1840-х и 1850-х годах, часто фокусировались на сценах из повседневной жизни библейских персонажей. На акварели Россетти изображён момент, когда Мария на закате после распятия посещает дом Святого Иоанна. Иоанн при помощи кремня собирается зажечь лампу, которую Богоматерь наполняет маслом; эти действия персонажей являются аллегорией, символизирующей наступление «тёмных времён» между смертью Христа и его воскрешением. Как и «Благовещение», «Дева Мария в доме Святого Иоанна» стала экспериментом художника с ограниченной палитрой цветов. В светлых тонах написаны лица и руки Марии и Иоанна, на которых отражаются краски отдалённого неба — символа эсхатологического момента, которого они ожидают. Остальная часть акварели написана в бурых и пурпурных оттенках. В центре, между фигурами Марии и Иоанна, находится перекрестие окна, воссоздающее крест, на котором распяли Иисуса. Зритель словно находится в глубине тёмной комнаты и смотрит на источник света — окно и фигуры.
Изначально работа планировалась художником как часть триптиха с «Юностью Девы Марии» в качестве центральной работы, но этот замысел не был воплощён им. Уильям Майкл Россетти, писал, что «Дева Мария в доме Святого Иоанна» является «одной из лучших и самых впечатляющих работ» его брата. Россетти создал две таких акварели; первую заказала Эллен Хитон, картина так и не была закончена. Вторую работу приобрела леди Паулина Тревельян.